# Aeroportul Tezpur
Aeroportul Tezpur (IATA: TEZ, ICAO: VETZ) este un aeroport din Tezpur⁠(d), Sonitpur district⁠(d), North Assam division⁠(d), Assam, India. Aeroportul a fost tranzitat în decembrie 2022 de 230 de pasageri.
Situat la o altitudine de 73 m, aeroportul dispune de o singură pistă. Este operat de Indian Air Force⁠(d).